# 汪元極
汪元極（？—？），號容庵，湖廣黄州府黄冈县人，明朝政治人物。

## 生平
万历十九年（1591年）辛卯科湖廣乡试解元，三十二年（1604年）甲辰科进士，大理寺觀政，改翰林院庶吉士，三十四年丁憂，三十八年授检讨，三十九年以纠察被调南京别衙门用，歴南京兵部员外郎、尚宝司司丞，改任南京國子監司業。泰昌元年（1620年）被河南道御史安伸參劾，遂以病求罢，准许回籍调理。